# Лунар Орбитър 2
Лунар Орбитър 2 (на английски: Lunar Orbiter 2) е непилотиран космически кораб, част от програмата Лунар Орбитър, който е изграден основно да фотографира гладката повърхност на лунната повърхност за избор и потвърждение на безопасни места за кацане за мисиите Сървейър и Аполо. Също е екипиран да събира данни за интензивността на радиацията и микрометеоритните удари.